# Atletica leggera alla VII Universiade
Le gare di atletica leggera alla VII Universiade si sono svolte a Mosca, nell'allora Unione Sovietica, dal 16 al 20 agosto 1973.

## Risultati

### Uomini
| Specialità             | Oro                                                                    | Prestazione | Argento                                                                           | Prestazione | Bronzo                                                                                                | Prestazione   |
| Corse piane            |                                                                        |             |                                                                                   |             | |               |
| 100 metri              | Jurij Silov                                                            | 10"37       | Silvio Leonard                                                                    | 10"43       | Pietro Mennea                                                                                         | 10"48         |
| 200 metri              | Pietro Mennea                                                          | 20"56       | Chris Monk                                                                        | 20"70       | Wardell Gilbreath                                                                                     | 20"80         |
| 400 metri              | Alberto Juantorena                                                     | 45"36       | Semyon Kocher                                                                     | 46"32       | David Jenkins                                                                                         | 46"39         |
| 800 metri              | Jevhen Aržanov                                                         | 1'46"88     | Marcel Philippe                                                                   | 1'47"29     | Hans-Henning Ohlert                                                                                   | 1'47"51       |
| 1 500 metri            | Frank Clement                                                          | 3'42"32     | Tony Waldrop                                                                      | 3'42"70     | Reggie McAfee                                                                                         | 3'43"20       |
| 5 000 metri            | Mikhail Zhelobovskiy                                                   | 13'41"25    | Glenn Herold                                                                      | 13'41"87    | Valentin Zotov                                                                                        | 13'43"60      |
| 10 000 metri           | Dane Korica                                                            | 28'48"90    | Norman Morrison                                                                   | 28'48"99    | Patrick Kiingi                                                                                        | 28'50"80      |
| Corse a ostacoli       |                                                                        |             |                                                                                   |             | |               |
| 110 metri ostacoli     | Berwyn Price                                                           | 13"69       | Anatoliy Moshiashvili                                                             | 13"73       | Thomas Munkelt                                                                                        | 13"80         |
| 400 metri ostacoli     | Dmitriy Stukalov                                                       | 49"62       | Miroslav Kodejš                                                                   | 49"94       | Tadeusz Kulczycki                                                                                     | 50"54         |
| 3 000 metri siepi      | Leonid Savelyev                                                        | 8'26"49     | Michael Karst                                                                     | 8'28"32     | Jan Kondzior                                                                                          | 8'28"66       |
| Salti                  |                                                                        |             |                                                                                   |             | |               |
| Salto in alto          | Vladimír Malý                                                          | 2,18        | István Major                                                                      | 2,18        | Vladimir Abramov Enzo Del Forno Csaba Dosa Valentin Gavrilov John Hawkins Robert Joseph Roman Moravec | 2,15          |
| Salto con l'asta       | François Tracanelli                                                    | 5,42 m      | Yuriy Isakov Terry Porter                                                         | 5,30 m      | Non assegnato                                                                                         | Non assegnato |
| Salto in lungo         | Valeriy Podluzhniy                                                     | 8,15 m      | Jean-François Bonhème                                                             | 7,85 m      | Hans Baumgartner                                                                                      | 7,85 m        |
| Salto triplo           | Mikhail Bariban                                                        | 17,20 m     | Viktor Saneev                                                                     | 17,00 m     | Jörg Drehmel                                                                                          | 16,76 m       |
| Lanci                  |                                                                        |             |                                                                                   |             | |               |
| Getto del peso         | Valeriy Voykin                                                         | 19,56 m     | Leszek Gajdzinski                                                                 | 19,07 m     | Aleksandr Baryshnikov                                                                                 | 19,01 m       |
| Lancio del disco       | Viktor Zhurba                                                          | 61,60 m     | Gunnar Müller                                                                     | 59,72 m     | Ferenc Tégla                                                                                          | 59,48 m       |
| Lancio del martello    | Valentin Dmitriyenko                                                   | 72,42 m     | Aleksej Spiridonov                                                                | 71,82 m     | Uwe Beyer                                                                                             | 71,18 m       |
| Lancio del giavellotto | Janis Zirnis                                                           | 80,08 m     | Dmitriy Sitnikov                                                                  | 79,65 m     | Anthony Hall                                                                                          | 78,36 m       |
| Prove multiple         |                                                                        |             |                                                                                   |             | |               |
| Decathlon              | Ryszard Skowronek                                                      | 7965 pt     | Mykola Avilov                                                                     | 7903 pt     | Rudolf Sigert                                                                                         | 7825 pt       |
| Staffette              |                                                                        |             |                                                                                   |             | |               |
| 4×100 metri            | Stati Uniti Thomas Whatley Wardell Gilbreath Larry Brown Steve Riddick | 39"10       | Unione Sovietica Aleksandr Zhidkikh Vladimir Loveckij Jurij Silov Vladimir Atamas | 39"46       | Italia Vincenzo Guerini Luigi Benedetti Sergio Morselli Pietro Mennea                                 | 39"55         |
| 4×400 metri            | Stati Uniti Mark Lutz Darwin Bond Ron Jenkins Dennis Schultz           | 3'04"40     | Regno Unito David Jenkins Joe Chivers Stephen Black Stewart McCallum              | 3'05"38     | Germania Ovest Franz-Josef Gleen Siegfried Götz Wolfgang Druschky Bernd Herrmann                      | 3'06"11       |

### Donne
| Specialità             | Oro                                                                                        | Prestazione | Argento                                                                | Prestazione | Bronzo                                                                         | Prestazione |
| Corse piane            |                                                                                            |             |                                                                        |             |                                                                                |             |
| 100 metri              | Mona-Lisa Pursiainen                                                                       | 11"41       | Elfgard Schittenhelm                                                   | 11"62       | Ellen Stropahl                                                                 | 11"63       |
| 200 metri              | Mona-Lisa Pursiainen                                                                       | 22"39       | Marina Sidorova                                                        | 22"72       | Ellen Stropahl                                                                 | 22"73       |
| 400 metri              | Nadezhda Kolesnikova                                                                       | 52"04       | Judy Canty                                                             | 52"82       | Carmen Trustée                                                                 | 53"44       |
| 800 metri              | Lilyana Tomova                                                                             | 1'59"52     | Nijolė Sabaitė                                                         | 2'00"19     | Elzbieta Katolik                                                               | 2'00"85     |
| 1 500 metri            | Paola Pigni                                                                                | 4'10"69     | Glenda Reiser                                                          | 4'12"50     | Tonka Petrova                                                                  | 4'13"50     |
| Corse a ostacoli       |                                                                                            |             |                                                                        |             |                                                                                |             |
| 100 metri ostacoli     | Grazyna Rabsztyn                                                                           | 13"23       | Annerose Krumpholz                                                     | 13"38       | Natalya Lebedeva                                                               | 13"50       |
| Salti                  |                                                                                            |             |                                                                        |             |                                                                                |             |
| Salto in alto          | Virginia Ioan                                                                              | 1,84 m      | Jutta Kirst                                                            | 1,84 m      | Galina Filatova                                                                | 1,81 m      |
| Salto in lungo         | Margrit Olfert                                                                             | 6,63 m      | Margarita Treinyte                                                     | 6,51 m      | Brenda Eisler                                                                  | 6,48 m      |
| Lanci                  |                                                                                            |             |                                                                        |             |                                                                                |             |
| Getto del peso         | Nadežda Čižova                                                                             | 20,82 m     | Elena Stoyanova                                                        | 18,64 m     | Faïna Mel'nyk                                                                  | 18,31 m     |
| Lancio del disco       | Faïna Mel'nyk                                                                              | 64,54 m     | Argentina Menis                                                        | 63,92 m     | Nadezhda Sergeyeva                                                             | 59,26 m     |
| Lancio del giavellotto | Svetlana Korolyova                                                                         | 62,00 m     | Kate Schmidt                                                           | 60,34 m     | Lyutviyan Mollova                                                              | 59,04 m     |
| Prove multiple         |                                                                                            |             |                                                                        |             |                                                                                |             |
| Pentathlon             | Nadiya Tkachenko                                                                           | 4629 pt     | Tatyana Vorokhobko                                                     | 4444 pt     | Diane Jones                                                                    | 4370 pt     |
| Staffette              |                                                                                            |             |                                                                        |             |                                                                                |             |
| 4×100 metri            | Unione Sovietica Tatyana Chernikova Ljudmila Žarkova Marina Sidorova Nadezhda Besfamilnaya | 43"99       | Polonia Ewa Dlugolecka Barbara Bakulin Urszula Styranka Maria Zukowska | 44"42       | Germania Est Annerose Krumpholz Ellen Stropahl Bärbel Struppert Doris Maletzki | 44"44       |

## Medagliere
| #      | Nazione          | Oro | Argento | Bronzo | Totale |
| ------ | ---------------- | --- | ------- | ------ | ------ |
| 1      | Unione Sovietica | 17  | 12      | 9      | 38     |
| 2      | Stati Uniti      | 2   | 4       | 4      | 10     |
| 3      | Regno Unito      | 2   | 3       | 1      | 6      |
| 4      | Polonia          | 2   | 2       | 3      | 7      |
| 5      | Italia           | 2   | 0       | 4      | 6      |
| 6      | Finlandia        | 2   | 0       | 0      | 2      |
| 7      | Germania Est     | 1   | 3       | 6      | 10     |
| 8      | Francia          | 1   | 2       | 0      | 3      |
| 9      | Bulgaria         | 1   | 1       | 2      | 4      |
| 10     | Cuba             | 1   | 1       | 1      | 3      |
| 10     | Cecoslovacchia   | 1   | 1       | 1      | 3      |
| 10     | Romania          | 1   | 1       | 1      | 3      |
| 13     | Jugoslavia       | 1   | 0       | 0      | 1      |
| 14     | Germania Ovest   | 0   | 2       | 3      | 5      |
| 15     | Canada           | 0   | 1       | 3      | 4      |
| 16     | Ungheria         | 0   | 1       | 1      | 2      |
| 17     | Australia        | 0   | 1       | 0      | 1      |
| 18     | Kenya            | 0   | 0       | 1      | 1      |
| Totale | Totale           | 34  | 35      | 40     | 109    |